# آيت إيشو (اغبالة)
آيت إيشو هي إحدى مشيخات المملكة المغربية، تتبع جغرافيا لإقليم بني ملال وإداريًا لاغبالة. يقدر عدد سكانها بـ 433 نسمة حسب الإحصاء الرسمي للسكان والسكنى لسنة 2004.